# Гурбани, Амир Алиевич
Амир Алиевич Гурбани (туркм. Amir Aliýewiç Gurbani; 24 октября 1987) — туркменский футболист, полузащитник клуба «Нагакорп». Выступал за национальную сборную Туркменистана.

## Карьера
В 2005 дебютировал в чемпионате Туркменистана в составе клуба МТТУ.
В феврале 2012 года проходил просмотре в футбольном клубе «Бухара», и даже подписал долгосрочный контракт, однако через два месяца покинул клуб, по словам Гурбани причиной его ухода стали семейные проблемы.
В 2013 году в составе «Балкана» стал обладателем Кубка президента АФК 2013, в финальном матче против «КРЛ» забил единственного гол на 87 минуте. После матча получил награду «Самый ценный игрок Кубка президента АФК».
В начале 2014 года проходил просмотр в казахском «Кайсаре», однако в марте оказался в туркменском «Ахале», где главным тренером команды являлся его отец Али Гурбани. В дебютном официальном матче отметился голом в матче против МТТУ за Суперкубок Туркменистана.
Сезон 2015 провел в балканабадском «Балкане», где стал серебряным призёром Чемпионата Туркменистана 2015.
С 2016 года игрок ашхабадского «Алтын Асыра». Дебютировал за новый клуб в рамках Кубка АФК 2016 против ливанского клуба «Аль-Ахед» (2:0), Гурбани отметился голом на 74 минуте.

### Сборная
Гурбани дебютировал за национальную сборную в 2011 году. Выступал за Олимпийскую сборную Туркменистана на Азиатских играх 2010 в Гуанчжоу.

## Достижения

### Командные
- Чемпион Туркменистана: 2011
- Серебряный призёр чемпионата Туркменистана (1): 2015
- Кубок Туркменистана по футболу: 2011, 2014
- Суперкубок Туркменистана по футболу: 2014
- Кубок президента АФК
  - Победитель (1): 2013

### Личные достижения
- Лучший полузащитник Туркменистана: 2010
- Обладатель приза «Самый ценный игрок Кубка президента АФК»: 2013

## Личная жизнь
Сын известного в прошлом футболиста «Колхозчи» — Али Гурбани.